# César (cóctel)
Un César o un Caesar es un cóctel creado y consumido principalmente en Canadá. Sus ingredientes principales son el vodka y el Clamato (una mezcla de zumo de tomate y caldo de almejas), salsa picante y salsa inglesa. Se sirve con hielo en un vaso con el borde cubierto de sal de apio. Suele adornarse con un tallo de apio y una rodaja de lima.
Fue inventado en Calgary, Alberta en 1969 por Walter Chell para celebrar la apertura de un nuevo restaurante italiano en la ciudad. Rápidamente se convirtió en una bebida muy popular en Canadá, donde se dice que anualmente se consumen más de 350 millones de Césars. Sin embargo, la bebida es prácticamente desconocida fuera del país.

## Origen
El César fue inventado en 1969 por el cocinero del Inn Calgary Walter Chell. Ideó el cóctel después de que se le pidiera que creara una nueva bebida que sirviera como seña de identidad del nuevo restaurante italiano del restaurante. Para crearlo mezcló zumo de tomate, salsa de almejas, vodka, salsa inglesa y otras especies, creando una bebida similar al Bloody Mary, pero con un sabor picante característico.
Chell dijo que su inspiración vino de Italia. Recordó que en Venecia había probado los Spaghetti a vongole, con salsa de tomate y almejas. Llegó a la conclusión de que la mezcla entre almejas y salsa de tomate sería una buena bebida, por lo que se decidió a machacar almejas para elaborar un néctar que mezcló con otros ingredientes.
Según la nieta de Chell, su ascendencia italiana le llevó a bautizar a la bebida con el nombre de «César». El nombre más largo de «Bloody Caesar» se adoptó para diferenciar esta bebida del Bloody Mary, aunque también dijo que la idea había surgido de un cliente habitual de su establecimiento. Durante tres meses, estuvo perfeccionando la bebida, ofreciéndosela a sus clientes para recibir opiniones.

## Popularidad
Chell dijo que había sido un éxito en el restaurante, y que sus ventas «despegaban como cohetes». Cinco años después el César se convirtió en la bebida más popular de Calgary. Logró ser tan exitoso que se extendió por todo Canadá. Coincidendo con su 40 aniversario, en el año 2009 se solicitó que el César fuera el cóctel oficial del país. En Calgary, el alcalde Dave Bronconnier celebró el aniversario de la bebida declarando el 13 de mayo como el Día del César en la ciudad.
La empresa Mott's había desarrollado de forma independiente el Clamato, una mezcla de zumo de tomate y caldo de almejas, al mismo tiempo que se inventó el cóctel César. Los primeros días, las ventas de la bebida' eran bajas: únicamente se vendieron 500 envases de la misma en 1970, pero las ventas empezaron a subir cuando los distribuidores se enteraron de la existencia de la bebida de Chell. En 1994, el 70% de las ventas de Clamato en Canadá se destinaron a la elaboración del cóctel, teniendo lugar la mtad de todas las ventas de la bebida en la zona oeste de Canadá. También se afirma que el César es el cóctel más popular en Canadá, estimando que se consumen más de 350 millones al año.
Prácticamente es desconocido fuera de Canadá. Los únicos lugares de Estados Unidos donde está disponible es en los bares de la frontera con Canadá, En su lugar, los hosteleros suelen ofrecer el Bloody Mary. La bebida puede encontrarse en algunas partes de Europa, pero sobre todo allí donde existe una alta población de canadienses. Esta escasa presencia del cóctel fuera de Canadá tiene lugar a pesar de los esfuerzos realizados al respecto en materia de mercadotecnia. Los productores de zumo de tomate y almeja han especulado que sus bebidas se ven perjudicadas por el hecho de que en los Estados Unidos se considera que llevan una proporción de caldo de almeja demasiado elevada.
El César se ha popularizado como una cuara para la resaca, aunque su efectividad al respecto ha sido cuestionada. Un estudio realizado en 1985 por la Universidad de Toronto demostró que el cóctel puede proteger al estómago de los efectos nocivos de la aspirina.

## Preparación y variantes
La preparación básica del César utiliza la regla de «uno, dos, tres y cuatro». Que consta de 1½ onzas de vodka, dos gotas de salsa picante, tres cucharadas de sal y pimienta, cuatro cucharadas de Worcestershire, 4 onzas de Clamato y se sirve con hielo. Los ingredientes se vierten en un vaso con el borde cubierto de sal de apio, o de una mezcla de sal y pimienta, y se adorna con un tallo de apio y una rodaja de lima. Este cóctel puede mezclarse y almacenarse en gran cantidad antes de servirse.
A pesar de no ser uno de los ingredientes originales de Chell, se le suele añadir Salsa Tabasco, así como rábano. En ocasiones el Vodka es sustituido por ginebra, tequila o ron, pero el Clamato no debe sustituirse. Otra variante común es cuándo se sustituye el vodka por cerveza, aunque está combinación es llamada «Ójo Rojo». La bebida también puede ser preparada sin alcohol, conociéndose por el nombre de «César Virgen».
Mott's organiza una competición anual llamada «El mejor César de la ciudad» cómo parte del Prince Edward Island International Shellfish Festival. En el año 2009, participantes de todo Canadá celebraron el 40 aniversario del cóctel desarrollando variantes que incluyeron ingredientes como el café molido o el jarabe de arce.